# Kroatische Badmintonmeisterschaft 2024
Die Kroatische Badmintonmeisterschaft 2024 fand vom 3. bis zum 4. Februar 2024 in Donja Stubica statt.

## Medaillengewinner
| Disziplin    | Gold                             | Silber                      | Bronze                          |
| ------------ | -------------------------------- | --------------------------- | ------------------------------- |
| Herreneinzel | Filip Špoljarec                  | Roko Pipunić                | Luka Ban                        |
| Herreneinzel | Filip Špoljarec                  | Roko Pipunić                | Luka Grubić                     |
| Dameneinzel  | Jelena Buchberger                | Luna Šaban                  | Stella Balenović                |
| Dameneinzel  | Jelena Buchberger                | Luna Šaban                  | Barbara Janičić                 |
| Herrendoppel | Igor Čimbur Zvonimir Hölbling    | Luka Ban Josip Uglešić      | Fran Pipunić Roko Pipunić       |
| Herrendoppel | Igor Čimbur Zvonimir Hölbling    | Luka Ban Josip Uglešić      | Filip Jagar Neven Rihtar        |
| Damendoppel  | Dora Drvodelić Katarina Galenić  | Stella Balenović Luna Šaban | Maja Pavlinić Ana Pranić        |
| Damendoppel  | Dora Drvodelić Katarina Galenić  | Stella Balenović Luna Šaban | Jelena Karapandža Vlatka Kopsa  |
| Mixed        | Filip Špoljarec Katarina Galenić | Ivor Zekan Stella Balenović | Edvin Hadžihalilović Luna Šaban |
| Mixed        | Filip Špoljarec Katarina Galenić | Ivor Zekan Stella Balenović | Filip Jagar Jelena Buchberger   |